# Val Perré
José Valdo de Oliveira Teixeira, mais conhecido como Val Perré (Santo Amaro, Bahia, 3 de fevereiro de 1969), é um ator brasileiro.

## Carreira
Na televisão Val Perré atuou em novelas e séries, como nas novelas da Rede Globo Insensato Coração, O Rebu, Saramandaia, Viver a Vida e nas séries Faça Sua História, Força-Tarefa e outras. Em 2015 foi o motorista Cristovão na novela Babilônia, onde seu personagem acaba assassinado no inicio da novela. Ainda no mesmo ano foi escalado para viver Raul na novela das seis Além do Tempo, escrita por Elizabeth Jhin.
No cinema atuou nos longas O Concurso, O Cavaleiro Didi e a Princesa Lili, A Máquina e outros.

## Filmografia

### Na Televisão
| Ano  | Título                             | Personagem                                      | Nota                                         |
| ---- | ---------------------------------- | ----------------------------------------------- | -------------------------------------------- |
| 2007 | Amazônia, de Galvez a Chico Mendes | Vitorino                                        |                                              |
| 2008 | Guerra e Paz                       | Jonas                                           | Episódio: Cães & Gatos e Macho & Fêmea       |
| 2008 | Faça Sua História                  | Arnoldão                                        | Episódio: Corrida Noturna                    |
| 2009 | Viver a Vida                       | Cristóvão                                       |                                              |
| 2009 | Força-Tarefa                       | Helinho                                         | Episódio: Horário de Visita                  |
| 2011 | Vidas em Jogo                      | Barreiras (Policial antigo conhecido de Carlos) |                                              |
| 2011 | Insensato Coração                  | Ivo                                             |                                              |
| 2013 | O Canto da Sereia                  | Maicon Santos (Dedé)                            |                                              |
| 2013 | Saramandaia                        | Firmino                                         |                                              |
| 2014 | O Rebu                             | José Maria (Zé Maria)                           |                                              |
| 2015 | Babilônia                          | Cristóvão Rocha                                 | Episódio: "16 de março"                      |
| 2015 | Além do Tempo                      | Raul de Assis / Raul Fontana                    |                                              |
| 2016 | Sol Nascente                       | José Quirino (Quirino)                          |                                              |
| 2017 | Anos Radicais                      | Cláudio                                         |                                              |
| 2018 | Carcereiros                        | Abdala                                          | Episódios: "Medicina Legal" "Um Preso Comum" |
| 2018 | Impuros                            |                                                 |                                              |
| 2019 | Verão 90                           | Otoniel de Oliveira                             |                                              |
| 2019 | A Divisão                          | Régis                                           |                                              |
| 2020 | Coisa Mais Linda                   | Duque Araújo                                    |                                              |
| 2021 | Gênesis                            | Potifar                                         |                                              |
| 2022 | Cara e Coragem                     | Roberto Gusmão                                  |                                              |
| 2022 | Encantado's                        | Sargento Pablo                                  | Episódio: "Biscoitagem"                      |
| 2023 | Fuzuê                              | Otávio Augusto                                  |                                              |

### No Cinema
| Ano  | Título                          | Personagem      |
| ---- | ------------------------------- | --------------- |
| 2025 | Malês                           | Daren           |
| 2024 | Abraço de Mãe                   | Dias            |
| 2021 | Cabeça de Nêgo                  | Walter          |
| 2014 | Tim Maia                        | Policial        |
| 2013 | O Concurso                      | Gilmar          |
| 2009 | Abdias do Nascimento            |                 |
| 2009 | Filhos do Carnaval              |                 |
| 2008 | Encantados                      | Damião          |
| 2008 | O Guerreiro Didi e a Ninja Lili | Brutamonte 2    |
| 2008 | Bonitinha, mas Ordinária        | Negro           |
| 2007 | Destino                         |                 |
| 2004 | A Máquina                       | Valdene (velho) |
| 1998 | Cinderela Baiana                | Beto            |

### No Teatro
| Ano  | Título             | Personagem                                     |
| ---- | ------------------ | ---------------------------------------------- |
| 2016 | Intocáveis         | (Val Perré é Driss, um dos dois protagonistas) |
| 2013 | O Cortiço          |                                                |
| 2010 | Ogum Deus e Homem  | Ogum                                           |
| 2009 | O Baile            |                                                |
| 2003 | O Beijo no Asfalto |                                                |
| 1997 | Equus              |                                                |
| 1996 | O Sonho            |                                                |